# Lodares del Monte
Lodares del Monte es una localidad de la provincia de Soria, partido judicial de Almazán, Comunidad Autónoma de Castilla y León, en España. Pertenece al municipio de Almazán.
Desde el punto de vista jerárquico de la Iglesia católica forma parte de la Diócesis de Osma la cual, a su vez, pertenece a la Archidiócesis de Burgos.

## Economía
Destaca la industria de la ganadería (porcino y ovino) y la agricultura.

## Historia
Hacia 1180 tal vez existiese, a juzgar por un documento de donación realizado por Pedro Bonet y su esposa de unas heredades en Lodares y Villalva al monasterio de Santa María de Huerta. Ahora bien, Márquez Muñoz no lo da por seguro puesto que tal vez se trate de la actual granja de Lodarejos de un despoblado de Coscurita que está muy cerca de Villalba.
Donde sí aparece sin duda es el censo del obispado seguntino de 1353, donde leemos: 

enla eglesia de lodares e almantica ay un beneficio curado vale de renta con sus aventuras 350 mrs.

 Actualmente tiene un pórtico semejante al de Almántiga, aunque aquí son dos columnas y no una, si bien comparten la columna angular pétrea.
Durante la Edad Media y Moderna formó parte del sexmo de Cobertelada en la Tierra de Almazán.
Su parroquial de San Pedro, de nave única y cubierta de madera, se reconstruyó hacia los siglos XVII-XVIII, conservando su portada tardorrománica de finales del siglo XII o inicios del XIII, que se protegió con un pórtico moderno. En la cabecera hay algunos sillares reaprovechados de la época románica, a juzgar por las marcas de cantería.
El arco de la portada es de medio punto con tres arquivoltas sobre capiteles con ornamentación vegetal y fauna ficticia: dos grifo opuestos con sus cabezas vueltas y dos híbridos formados por cuerpo equino, parte frontal de arpía, aladas y cabeza velada humana con una palmeta en medio. Esta iconología parece reflejar influencias silenses a través del Burgo de Osma posiblemente pero de talla algo ruda. Las impostas de Lodares, en su perfil, recuerdan a las de Villasayas, y el bocel sogueado al de las portadas de Matamala de Almazán y Brías.
A mediados del siglo XVIII era lugar del señorío del marqués de Almazán y conde de Altamira, con nueve vecinos (dos eran viudas) que residían en once casas. Por oficios: un guarda de montes y campos, un sacristán fiel de hechos, un medidor de vino, un obligado a dar posada en su casa, un colector de los frutos decimales, un tratante de mulas, tres pastores y siete labradores.
A la caída del Antiguo Régimen la localidad se constituye en municipio constitucional
, entonces conocido como Lodares y la Granja de Lodarejos en la región de Castilla la Vieja, partido de Almazán que en el censo de 1842 contaba con 15 hogares y 61 vecinos.
A mediados del siglo XIX este municipio desaparece porque se integra en Cobertelada.

## Demografía
Lodares del Monte contaba a 1 de enero de 2010 con una población de 8 habitantes, 5 hombres y 3 mujeres.
| Gráfica de evolución demográfica de Lodares del Monte entre 2000 y 2010                          |
|                                                                                                  |
| Población de derecho (2000-2010) según los censos de población del INE a 1 de enero de cada año. |

## Monumentos

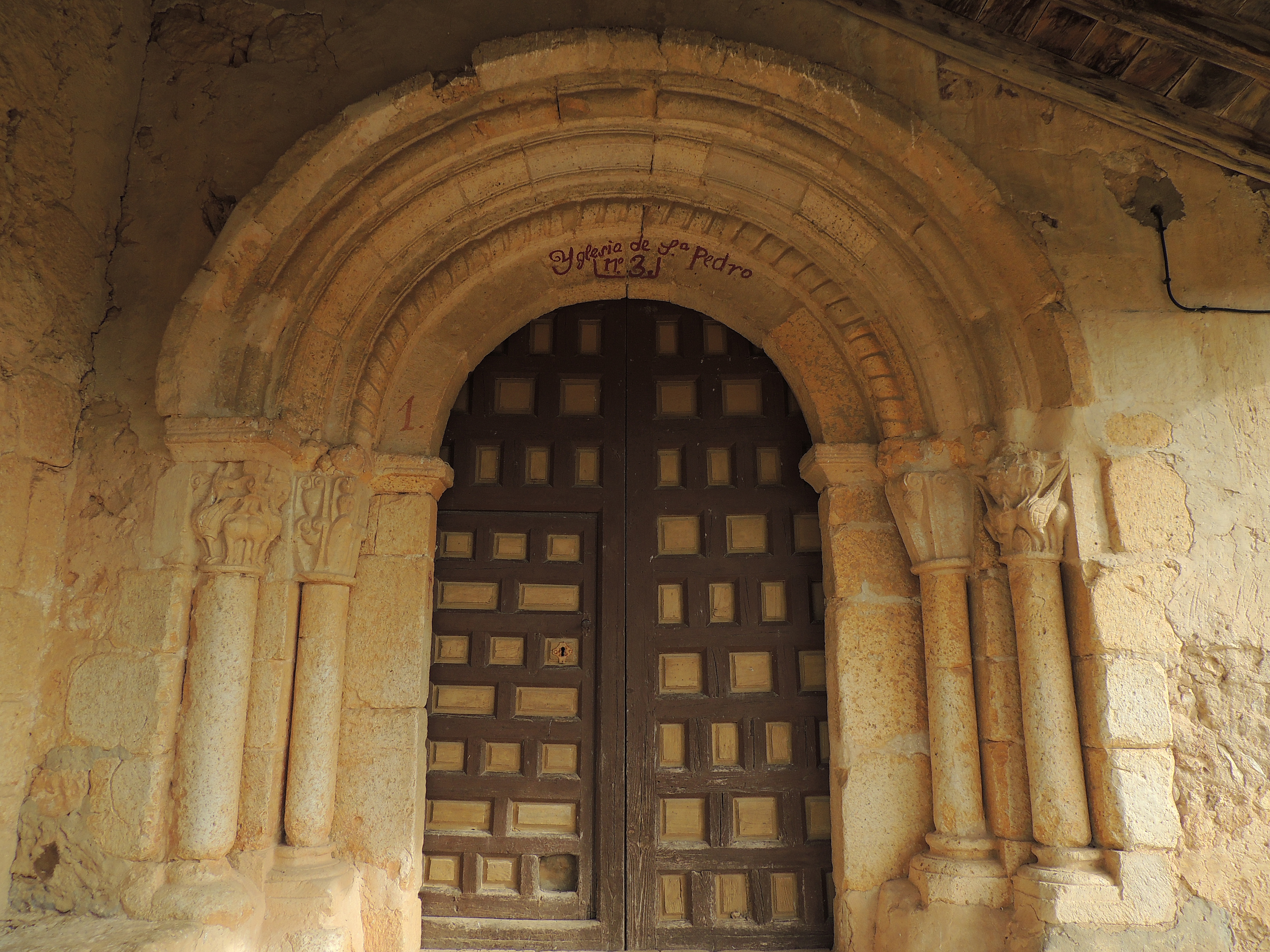
Iglesia de San Pedro

- Iglesia Parroquial de San Pedro

## Fiestas
Las fiestas principales las celebran el segundo fin de semana de octubre en honor a la Virgen del Rosario.
Video de las fiestas de Lodares del 2017:

## Cultura
La localidad contaba con una escuela, la cual se cerró años atrás por no haber gente suficiente.

## Curiosidades
En 1866 (Noménclator diocesano)
Se halla situado en la margen de un arroyo, y tiene unas 100 almas gregadas. Eclesiásticamente a la parroquia de Almántiga, y en lo civil, al ayuntamiento de Cobertelada.
Está circuido por varios cerros elevados, con terreno lleno de accidentes, por parte llano, y por parte pedregoso, con monte escaso, caza menor, y animales dañinos. Corresponde al partido judicial, provincia y demás que Cobertelada, con el cual confina además de Almántiga, Barca, Villasayas y Fuentegelmes.
Tiene escuela de ambos sexos, dotada con 250 pesetas anuales, casa y retribuciones; fuente de medianas aguas a las que se atribuye las enfermedades intermitentes, que suelen padecer sus habitantes, y una Iglesia parroquial dedicada a San Pedro. El terreno, es de mediana clase, y sus productos, granos, legumbres y pastos.
Bañan el término, dos arroyos; uno que se le incorpora por la jurisdicción de Barca, y otro titulado Cobarrubias, que nace en el término, pasa por cerca del pueblo, que le da nombre, y desagua en el Duero, al O. de Almazán, después de haber corrido legua y media de S. a N.
En 1909 (Nomenclátor de Blasco)
Lodares del Monte es otro de los lugares cuyo censo de población resulta disminuido desde 1880 en 24 almas, según la estadística de 1900. Es agregado del municipio de Cobertelada, y se halla situado sobre un cerro circuido por varios otros más elevados. Su término, lleno de accidentes, por partes es llano y el resto pedregoso, con escaso monte y caza de perdices y liebres, lobos y raposas.
Corresponde al mismo partido judicial, obispado, audiencia Territorial y Capitanía General que el pueblo a cuyo municipio está unido, con el cual y con Almántiga limita su término por E., con el de Barca por N., con el de Villasayas por S. y con el de Fuentegelmes por 0.
El camino más corto por el que se comunica con Soria mide siete leguas y cruza por Cobarrubias, Almazán, Lubia y Rábanos, 6 por ferrocarril desde Almazán.
Tiene escuela de ambos sexos dotada con 500 pesetas anuales, casa y retribuciones; fuente de medianas aguas, las cuales se atribuyen las enfermedades intermitentes que suelen padecer los habitantes; iglesia parroquial (San Pedro) aneja de la de Almántiga y un pequeño y mal conservado monte. Bañan el término dos arroyos, uno que brota en el y otro que se le incorpora por el de Barca.
El término es de mediana clase y sus producciones trigo, centeno, cebada, algunas legumbres y pastos para la ganadería.